# Мецен (Мозель)
Меце́н или Метцинг (фр. Metzing) — коммуна во французском департаменте Мозель региона Лотарингия. Относится к кантону Беран-ле-Форбаш.

## География
Мецен расположен в 60 км к востоку от Меца. Соседние коммуны: Каданбронн и Нуссвиллер-Сен-Набор на севере,  Андлен на востоке, Фаршвиллер на юго-западе, Дьеблен на западе, Эбрен и Тантелен на северо-западе.

## История
- Входила в сеньорат Пюттеланж, епископата Меца.
- Коммуна была уничтожена во время Тридцатилетней войны 1618—1648 годов и была позже заселена тирольцами.
- Коммуна подверглась сильным разрушениям во время Второй мировой войны 1939—1945 годов.

## Демография
По переписи 2008 года в коммуне проживало 608 человек.	

## Достопримечательности
- Следы галло-романской культуры.
- Церковь Сент-Ипполит XIX века.